# غافين جيمس
غافين جيمس (بالإنجليزية: Gavin James)‏ هو عازف قيثارة ومغني وملحن أيرلندي، ولد في 6 يوليو 1991 في دبلن في جمهورية أيرلندا.

## وصلات خارجية
- الموقع الرسمي
- غافين جيمس على موقع ميوزك برينز (الإنجليزية)
- غافين جيمس على موقع أول ميوزيك (الإنجليزية)
- غافين جيمس على موقع ديسكوغز (الإنجليزية)